# Prizna
Prizna è un comune della Croazia della regione Lika e Segna, si trova lungo la costa dalmata. Al censimento del 2001 possedeva una popolazione di 56 abitanti.

## Porto
Il comune di Prizna è uno dei collegamenti via traghetto che ha l'isola di Pago con la terraferma, il porto è infatti collegato con quello di valle Zilniazza (Žigljen), lungo la costa orientale dell'isola.